# Cryptocellus hanseni
Espèce
Cryptocellus hanseni est une espèce de ricinules de la famille des Ricinoididae.

## Distribution
Cette espèce se rencontre au Nicaragua et au Honduras dans le département d'Olancho,.

## Description
Le mâle holotype mesure 4,70 mm et la femelle paratype 5,75 mm.

## Étymologie
Cette espèce est nommée en l'honneur de Hans Jacob Hansen.

## Publication originale
- Cooke & Shadab, 1973 : New and little known Ricinuleids of the genus Cryptocellus (Arachnida, Ricinulei). American Museum Novitates, no 2530, p. 1-25 (texte intégral).